# Сасениј пе Вале (Бузау)
Сасениј пе Вале (рум. Săsenii pe Vale) насеље је у Румунији у округу Бузау у општини Вернешти. Oпштина се налази на надморској висини од 202 m.

## Становништво
Према подацима из 2002. године у насељу је живело 81 становника, од којих су сви румунске националности.